# Tegulidae
Famille
Les Tegulidae sont une famille de mollusques gastéropodes de l'ordre des Archaeogastropoda.

## Liste des genres
Selon World Register of Marine Species (9 novembre 2020) :
- genre Callistele Cotton & Godfrey, 1935
- genre Carolesia Güller & Zelaya, 2014
- genre Chlorostoma Swainson, 1840
- genre Cittarium Philippi, 1847
- genre Norrisia Bayle, 1880
- genre Omphalius Philippi, 1847
- genre Rochia Gray, 1857
- genre Tectus Montfort, 1810
- genre Tegula Lesson, 1832

## Galerie

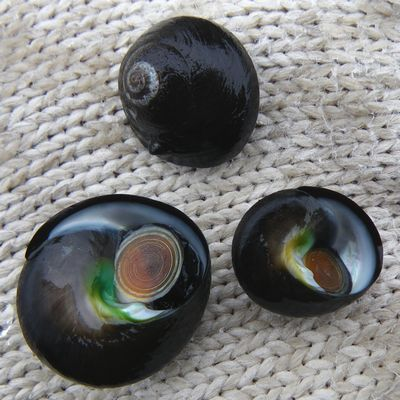
Chlorostoma xanthostigma.
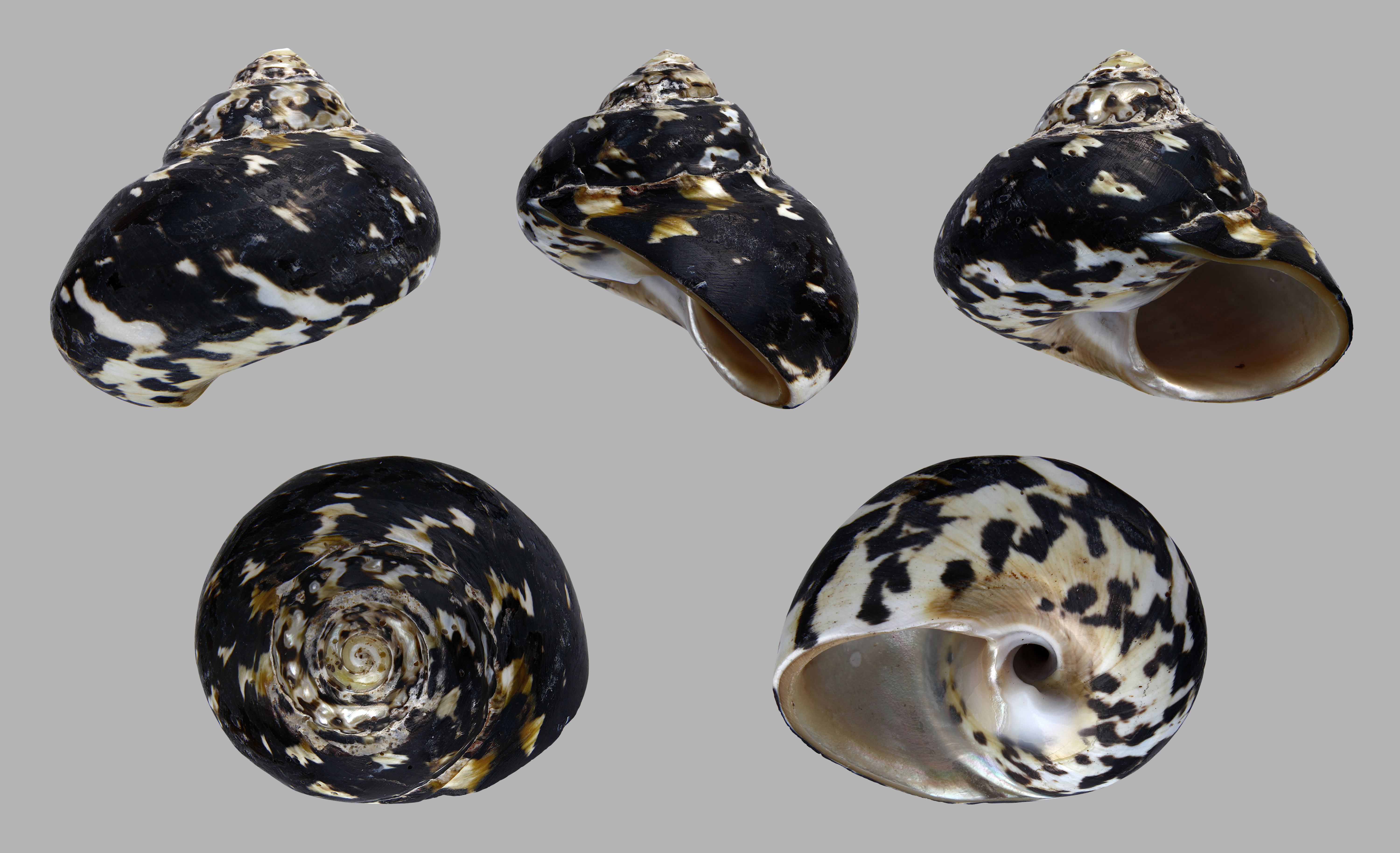
Cittarium pica.
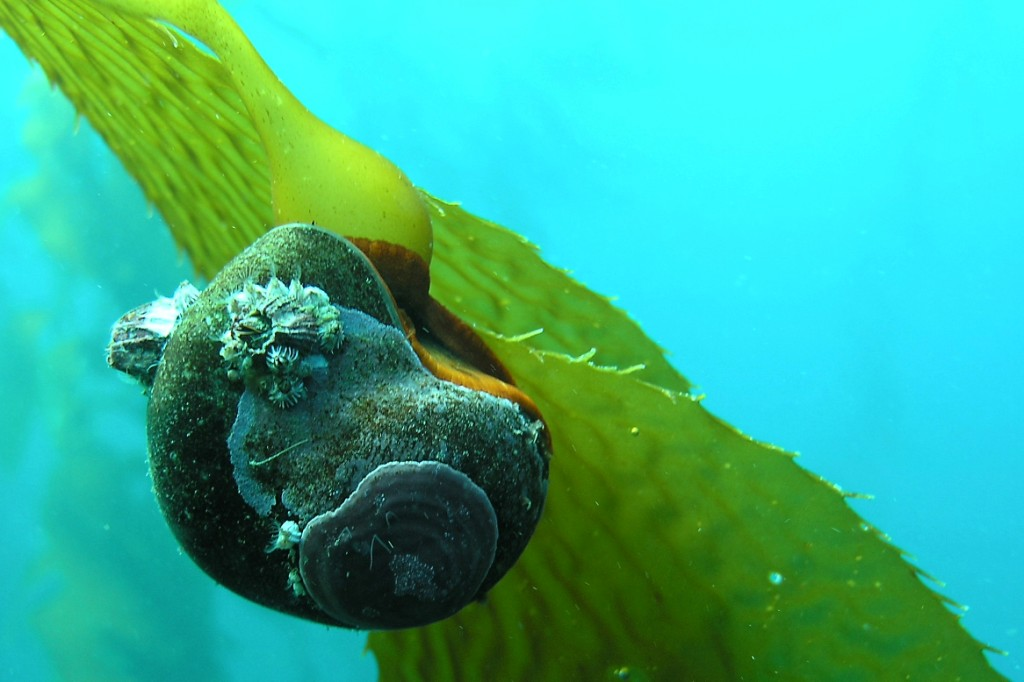
Norrisia norrisii.
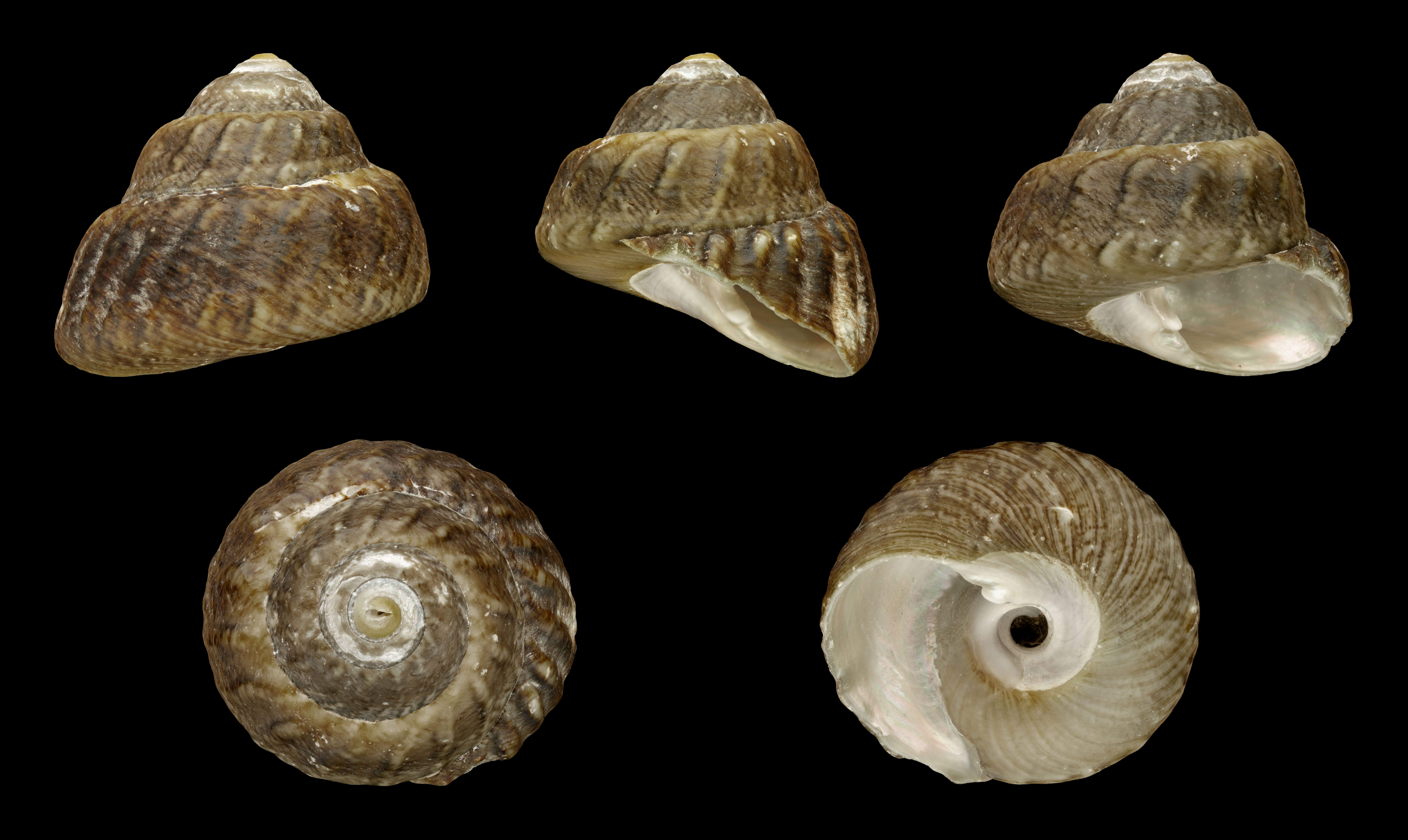
Omphalius rusticus.
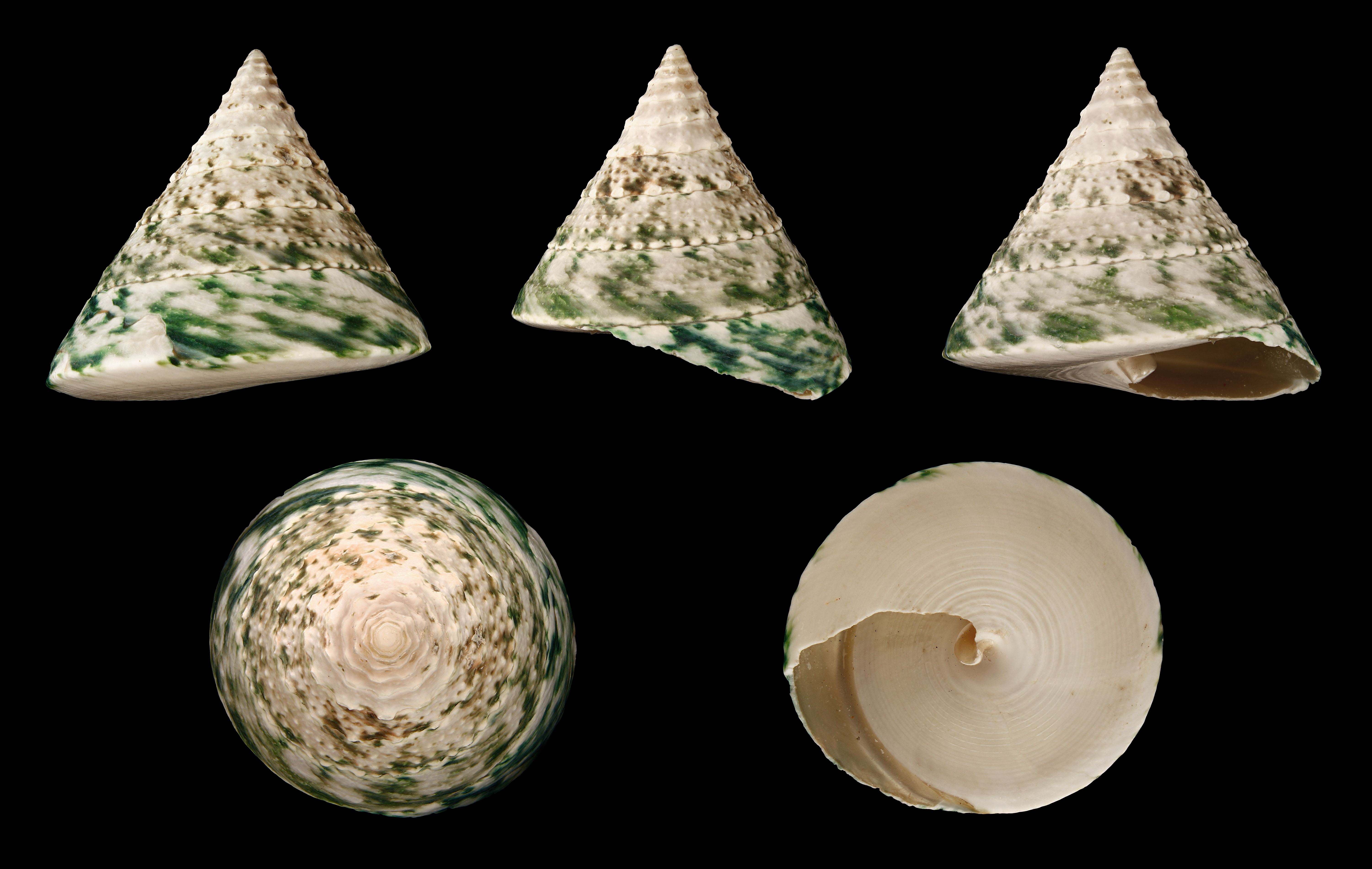
Tectus pyramis.
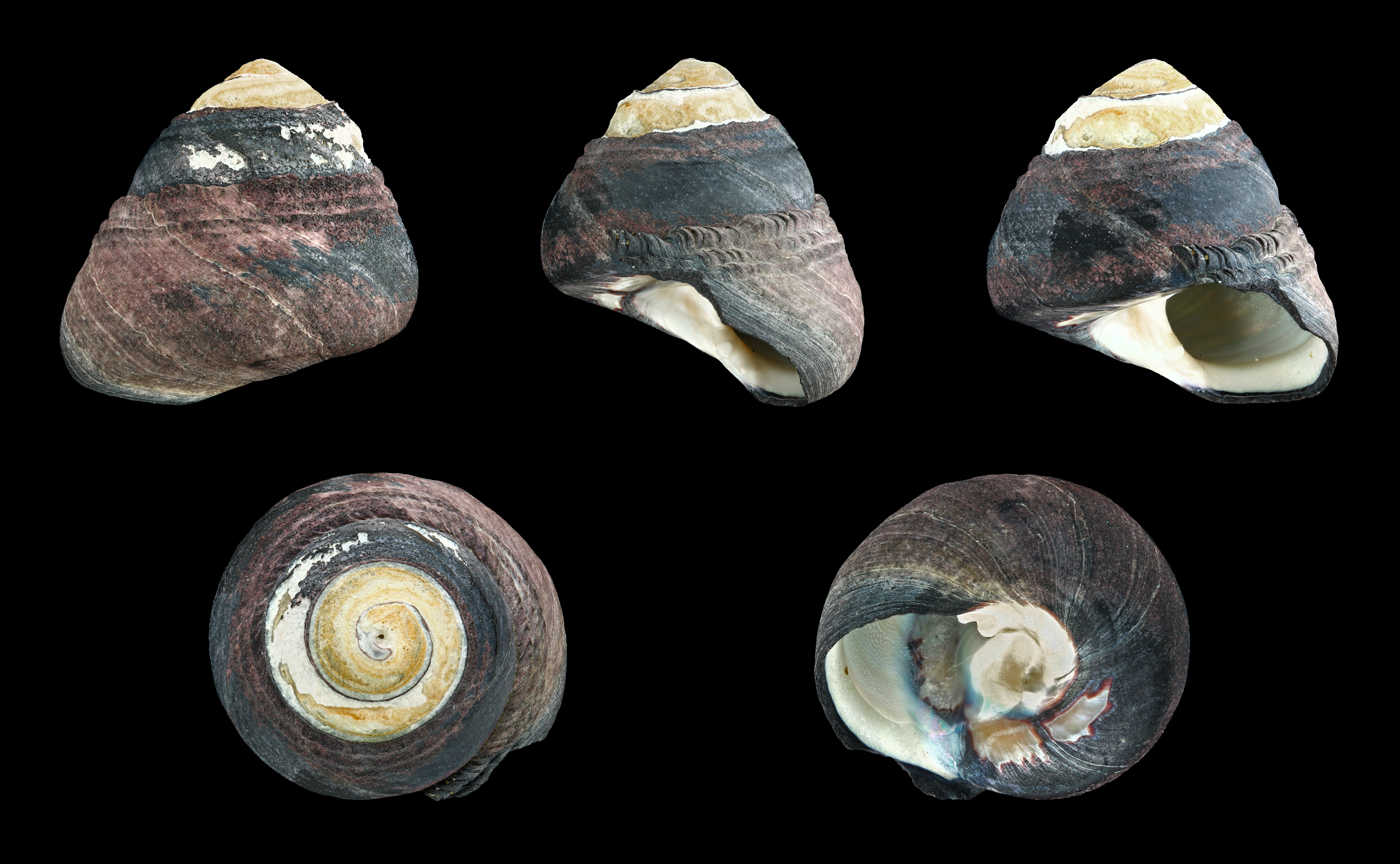
Tegula funebralis.